# イレボ
イレボ(Ilebo)は、コンゴ民主共和国中部の都市。カサイ州に属する。首都キンシャサと第二の都市ルブンバシとを結ぶ陸路の要衝である。

## 歴史
イレボは17世紀に交易地として建設された。ベルギー領となると、ポルフランキーと改称され、コンゴ動乱時にはモブツ・セセ・セコの軍によってこの地でパトリス・ルムンバが捕らえられた。その後、モブツ政権時代に再びイレボと改称された。

## 交通
ルブンバシからの鉄道の終点であり、またカサイ川を使って700km下流のキンシャサまで船が航行できるため、水陸交通の結節点として成長してきた。